# Carola Cicconetti
Carola Cicconetti (Roma, 3 gennaio 1962) è una maestra di scherma ed ex schermitrice italiana, specializzata nel fioretto e vincitrice di due medaglie d'oro ed una d'argento ai Campionati mondiali di scherma.
Insegna inizialmente scherma presso il Club Scherma Roma.  per poi insegnare alla scuola di  Macerata Scherma A.S.D. . Si laurea nel 1987 in giurisprudenza a Roma "La Sapienza" . Anche suo figlio Leonardo Affede è stato uno schermitore italiano specializzato nella sciabola.

## Palmarès
In carriera ha ottenuto i seguenti risultati:

### Mondiali
Individuale
- Argento nel fioretto a Vienna 1983

A squadre
- Oro nel fioretto a Roma 1982
- Oro nel fioretto a Vienna 1983

### Europei
Individuale
- Argento nel fioretto a Lisbona 1983
- Bronzo nel fioretto a Mödling 1982

A squadre